# Schaal Sels
Schaal Sels – kolarski wyścig jednodniowy, rozgrywany w Belgii od 1921. Zaliczany jest do cyklu UCI Europe Tour, w którym posiada kategorię 1.1.
Rekordzistą pod względem zwycięstw jest Holender, Steven De Jongh, który trzykrotnie stawał na najwyższym stopniu podium. Najlepszym rezultatem osiągniętym przez Polaka było 1. miejsce zajęte przez Marcina Sapę w 2005.

## Zwycięzcy

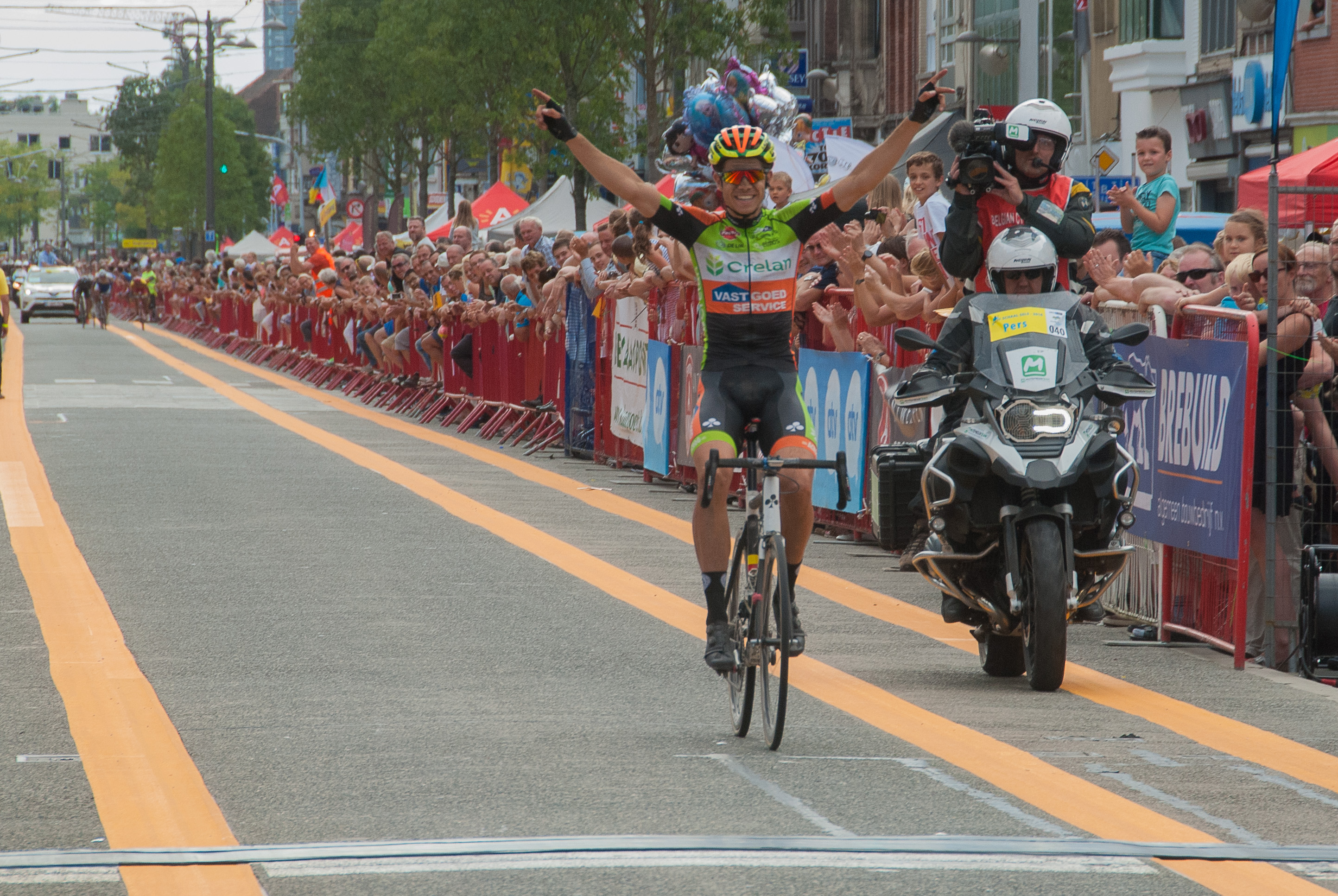
Wout Van Aert na mecie Schaal Sels w 2016

| Rok  | Pierwsze                  | Drugie               | Trzecie                 |          |
| ---- | ------------------------- | -------------------- | ----------------------- | -------- |
| 1921 | René Vermandel            | Edmond van Heyneghem | Edouard Maes            |          |
| 1923 | René Vermandel            | Jules Van Hevel      | Victor Standaert        |          |
| 1924 | Jules Matton              | Auguste Verdijck     | René Vermandel          |          |
| 1925 | Georges Ronsse            | Denis Verschueren    | René Vermandel          |          |
| 1926 | Jan Mertens               | René Vermandel       | August Mortelmans       |          |
| 1927 | Oscar Houtman             | Léon Van Aken        | Jules Deschepper        |          |
| 1928 | Alexandre Maes            | Joseph Dervaes       | August Meuleman         |          |
| 1929 | Alfred Hamerlinck         | Jan Meeuwis          | Joannes Van Ballaert    |          |
| 1930 | Frans Bonduel             | Kamiel De Graeve     | Maurice Seynaeve        |          |
| 1931 | Odiel Van Hevel           | Odiel Van Eenoghe    | Romain Gijssels         |          |
| 1932 | Maurice Croon             | Frans Bonduel        | August Mortelmans       |          |
| 1933 | Sylvère Maes              | Victor Gernaeye      | Frans Dictus            |          |
| 1934 | Leo De Ryck               | Corneille Leemans    | Constant Struyven       |          |
| 1935 | Sylvain Grysolle          | Joseph Somers        | Maurice Croon           |          |
| 1936 | Sylvain Grysolle          | Edgard de Caluwé     | Maurice Croon           |          |
| 1937 | Frans Bonduel             | Jozef Palmans        | Edmond Delathouwer      |          |
| 1938 | Frans Spiessens           | Joseph Geets         | Leo De Ryck             |          |
| 1941 | Maurice Clautier          | Georges Claes        | Jan De Voeght           |          |
| 1942 | Gustaaf Van Overloop      | Georges Claes        | Lode Poels              |          |
| 1943 | André Defoort             | René Janssens        | Stan Ockers             |          |
| 1946 | Jérôme Dufromont          | Karel De Baere       | Raymond De Smedt        |          |
| 1947 | August Van Mirlo          | Édouard Van Dyck     | Adolph Verschueren      |          |
| 1948 | Jos De Beukelaere         | Gerard Buyl          | Louis De Stobbeleire    |          |
| 1949 | Edward Peeters            | Louis Hardiquest     | Ernest Sterckx          |          |
| 1950 | Ernest Sterckx            | Albert Ramon         | Maurice Blomme          |          |
| 1951 | Lucien Mathys             | Maurice Blomme       | Louis Brusselmans       |          |
| 1952 | Marcel Dierkens           | Omer van der Voorden | Ernest Sterckx          |          |
| 1953 | Gerard Buyl René Mertens  |                      | Frans Loyaerts          |          |
| 1954 | Henri Jochums Stan Ockers |                      | Jozef De Feyter         |          |
| 1955 | Jozef Mariën              | Willy Truye          | Boudewijn Devos         |          |
| 1956 | Jozef Schils              | Frans Van Den Bosch  | Léopold Degraeveleyn    |          |
| 1957 | Rik Van Looy              | Gustaaf De Smet      | Jos Dillen              |          |
| 1958 | Joseph Vloeberghs         | Gilbert Saelens      | Piet Oellibrandt        |          |
| 1959 | Willy Vanden Berghen      | Marcel Janssens      | Jan Zagers              |          |
| 1960 | Gustaaf De Smet           | Jozef Schils         | Willy Butzen            |          |
| 1961 | Jos Hoevenaers            | Maurice Joosen       | Jan De Roover           |          |
| 1962 | Jan Lauwers               | Piet Damen           | Arthur Decabooter       |          |
| 1963 | Victor Van Schil          | Frans Aerenhouts     | Frans Melckenbeeck      |          |
| 1964 | Martin Van Den Bossche    | Ludo Janssens        | Romain Van Wijnsberghe  |          |
| 1965 | Roger Rosiers             | Gustaaf De Smet      | Gilbert Maes            |          |
| 1966 | Edward Sels               | Frans Aerenhouts     | Jan Boonen              |          |
| 1967 | Jozef Boons               | André Poppe          | Gilbert Gijssels        |          |
| 1968 | Edward Sels               | Georges Pintens      | Frans Mintjens          |          |
| 1969 | Jos Huysmans              | Victor Van Schil     | Eddy Goossens           |          |
| 1970 | Herman Van Springel       | Noël Vantyghem       | Willy Van Neste         |          |
| 1971 | Herman Vrijders           | André Dierickx       | Roger Rosiers           |          |
| 1972 | Noël Vantyghem            | André Dierickx       | Frans Verhaegen         |          |
| 1973 | August Herijgers          | Victor Van Schil     | Florimond Van Hooydonck |          |
| 1974 | Frans Van Looy            | Roger Rosiers        | Marcel Laurens          |          |
| 1975 | Jos Jacobs                | Serge Vandaele       | Frans Van Looy          |          |
| 1976 | Marcel Van der Slagmolen  | Marc Renier          | Eric Leman              |          |
| 1977 | Emiel Gysemans            | Eddy Vanhaerens      | Jos Van De Poel         |          |
| 1978 | Ludo Peeters              | Eric Van De Wiele    | Hendrik Caethoven       |          |
| 1979 | Jos Jacobs                | René Dillen          | Marcel Laurens          |          |
| 1980 | Benjamin Vermeulen        | Willem Peeters       | Willy De Smet           |          |
| 1981 | Walter Schoonjans         | Ronny Van Holen      | Eddy Van Hoof           |          |
| 1982 | Jan Bogaert               | Jozef Lieckens       | Guido Van Sweevelt      |          |
| 1983 | René Martens              | Ortaire Goossens     | Michel Goffin           |          |
| 1984 | Gery Verlinden            | Stefan Morjean       | Luc Govaerts            |          |
| 1985 | Luc Govaerts              | Marc Sprangers       | Marc Moens              |          |
| 1986 | Frank Verleyen            | John Dekeukelaere    | Johan Capiot            |          |
| 1987 | Ludo De Keulenaer         | Wim Van Eynde        | Johan Jeurissen         |          |
| 1988 | Patrick Verschueren       | Nico Roose           | Jacques Verbrugge       |          |
| 1989 | Carl Roes                 | André Vermeiren      | Marc Sprangers          |          |
| 1990 | Peter Spaenhoven          | Bruno Geuens         | Christ Lefever          |          |
| 1991 | Edwig Van Hooydonck       | Bart Van de Water    | Werner Van Rompaey      |          |
| 1992 | Wilfried Peeters          | Danny Daelman        | Peter De Clercq         |          |
| 1993 | Carl Roes                 | Franky De Buyst      | Johan Buelens           |          |
| 1994 | Daniel Verelst            | Eric Torfs           | Ludo Dierckxsens        |          |
| 1995 | Bart Leysen               | Aart Vierhouten      | Bart Heirewegh          |          |
| 1996 | Glenn D'Hollander         | Johan Verstrepen     | Werner Van Rompaey      |          |
| 1997 | Tom Steels                | Jo Planckaert        | Jans Koerts             |          |
| 1998 | Danny Nelissen            | Jo Planckaert        | Raymond Meijs           |          |
| 1999 | Fred Rodriguez            | Christophe Detilloux | Christophe Moreau       |          |
| 2000 | Steven De Jongh           | Henk Vogels          | Roger Hammond           |          |
| 2001 | Paul Van Hyfte            | Aart Vierhouten      | Niko Eeckhout           |          |
| 2002 | Steven De Jongh           | Allan Johansen       | Steven De Neef          |          |
| 2003 | Steven De Jongh           | Geert Verheyen       | Yuriy Metlushenko       |          |
| 2004 | Geoffrey Demeyere         | Peter Wuyts          | Peter van Agtmaal       |          |
| 2005 | Marcin Sapa               | Geert Omloop         | Denis Haueisen          |          |
| 2006 | Preben Van Hecke          | Jens Renders         | Bert De Waele           |          |
| 2007 | Kenny Dehaes              | Stefan van Dijk      | Robbie McEwen           |          |
| 2008 | Elia Rigotto              | Kristjan Fajt        | Lieuwe Westra           |          |
| 2009 | Kris Boeckmans            | Boy van Poppel       | Andreas Stauff          |          |
| 2010 | Aidis Kruopis             | Stefan van Dijk      | Aleksandr Porsiew       |          |
| 2011 | Aidis Kruopis             | Jacob Fiedler        | Michael Van Staeyen     |          |
| 2012 | Niko Eeckhout             | Christian Bertilsson | Jean-Pierre Drucker     |          |
| 2013 | Pieter Jacobs             | Michael Van Staeyen  | Baptiste Planckaert     |          |
| 2015 | Robin Stenuit             | Oliver Naesen        | Tim Merlier             |          |
| 2016 | Wout van Aert             | Timothy Dupont       | Stijn Steels            |          |
| 2017 | Taco van der Hoorn        | Wout van Aert        | Tim Merlier             |          |
| 2018 | Timothy Dupont            | Alfdan De Decker     | Christophe Noppe        |          |
| 2019 | Attilio Viviani           | Timothy Dupont       | Michael Van Staeyen     |          |
| 2020 | odwołany                  | odwołany             | odwołany                | odwołany |
| 2021 | odwołany                  | odwołany             | odwołany                | odwołany |
| 2022 | Arnaud De Lie             | Christopher Lawless  | Kenneth Van Rooy        |          |